# Petr Mrázek
Petr Mrázek (Ostrava, 14 febbraio 1992) è un hockeista su ghiaccio ceco, portiere degli Anaheim Ducks.
Mrázek è stato scelto con la 141ª scelta assoluta al 5° round del Draft 2010 dai Detroit Red Wings, con cui ha passato la prima parte della sua carriera in NHL. Mrázek ha poi giocato per i Philadelphia Flyers, i Carolina Hurricanes, i Toronto Maple Leafs e i Chicago Blackhawks.

## Carriera professionistica

### Giovanili
Prima di arrivare in NHL, Mrázek ha mosso i suoi primi passi nell'hockey professionistico in Extraliga, il massimo campionato della Repubblica Ceca, esordendo durante la postseason della stagione 2007-08 con Vítkovice Steel.
Nella stagione 2009-10 sbarca negli Stati Uniti legandosi agli Ottawa 67's in OHL, facendo registrare un record stagionale di 12–9–1 in 30 gare, con una GAA di 3.00 ed una SV% di .905. Con i 67's Mrázek raggiunge i playoff in cui fa registrare un record di 4–4–0 in 8 partite, con una GAA di 2.39 ed una SV% di .928. Con le sue prestazioni Mrázek si mette sotto la lente d'osservazione delle squadre NHL e, nel successivo Draft 2010, viene scelto dai Detroit Red Wings con la 141ª scelta assoluta al 5° round.
Il 19 ottobre 2011 Mrázek firma un entry-level contract triennale con i Red Wings, che però decidono di farlo rimanere in OHL a farsi le ossa nella stagione 2011-12, nella quale Mrázek fa registrare 50 presenze in regular season con un record di 30–19–0 e ben 3 shutout, con una GAA di 2.84 ed una SV% di .917. Durante i successivi playoff, Mrázek disputa 17 delle 18 partite dei 67's, con un record di 9–8–0, una GAA di 2.59 ed una SV% di .929.
Dopo la conclusione della postseason con i 67's, Mrázek firma un amateur try-out contract con i Grand Rapids Griffins, la squadra di AHL affiliata ai Detroit Red Wings.

### Detroit Red Wings

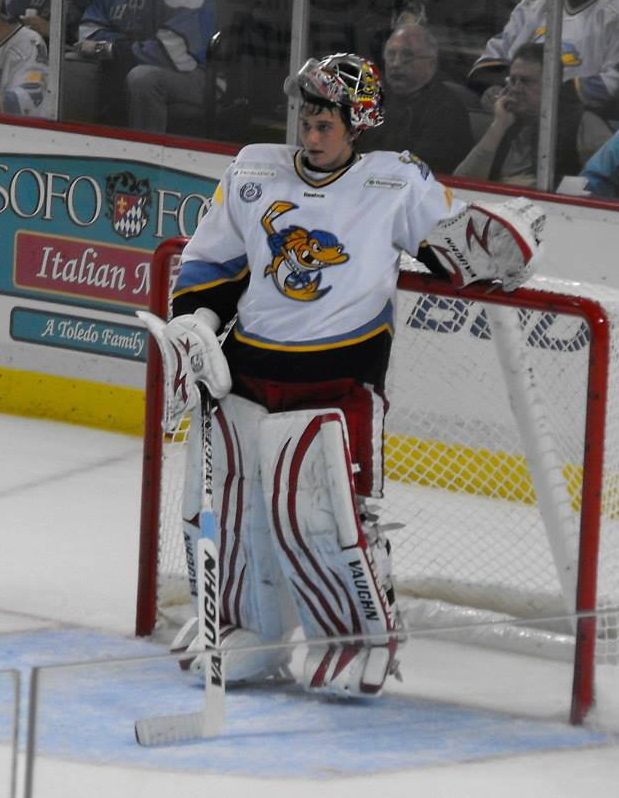
Mrázek a difesa della porta dei Toledo Walleye (ECHL) nel dicembre 2012.

Subito dopo l'inizio della stagione 2012-13, i Red Wings decidono di trasferire Mrázek alla sua seconda squadra affiliata di ECHL, i Toledo Walleye, con cui ottiene la sua prima vittoria contro i Kalamazoo Wings (vinta dai Walleye con il punteggio di 4–1). In 3 partite disputate con i Walleye, Mrázek ottiene un record di 2–1–0, una GAA di 2.02 ed una SV% di .944. Dopo questi buoni inizi, i Red Wings decidono di riaggregarlo ai Griffins in AHL, con cui debutta il 3 novembre contro i Texas Stars, ottenendo la sua prima vittoria in AHL con 29 saves (in una vittoria per 4–1 dei Griffins). Mrázek riesce ad ottenere la vittoria in 12 delle sue prime 15 partite disputate con i Grand Rapids Griffins, stabilendo inoltre il record storico dei Griffins per vittorie consecutive all'esordio, ben 6 di fila. Il suo primo shutout da professionista arriva il 2 febbraio 2013 contro gli Abbotsford Heat e il giorno successivo, il 3 febbraio, Mrázek viene nominato AHL Player of the Week, dopo aver fatto registrare una GAA di 0.50 ed una SV% di .981 nelle 2 partite giocate nella settimana precedente.
I Red Wings decidono quindi di promuoverlo per la prima volta in NHL, in cui il portiere debutta il 7 febbraio 2013 in una partita contro i St. Louis Blues: Mrázek ottiene subito la vittoria grazie anche alle sue 26 saves in una partita vinta per 5–1 dai Red Wings. Con questa vittoria, Mrázek diventa il secondo portiere nella storia a riuscire ad ottenere la W all'esordio in ECHL, in AHL e poi in NHL (prima di Mrázek soltanto Alex Auld vi era riuscito).
Poco dopo Mrázek partecipa, in rappresentanza dei Griffins, all'AHL All-Star Classic, in una gara dove la sua squadra vince con il risultato di 7–6. Con i Griffins, Mrázek arriva in testa alla Midwest Division e batte i Syracuse Crunch nelle Calder Cup Finals, ottenendo il titolo AHL. Il portiere si dimostra decisivo, prendendo parte a tutte e 24 le gare dei playoff con un record di 15–9–0 e facendo registrare ben 4 shutout, una GAA di 2.31 e una SV% di .916.
Nella successiva stagione 2013-14, i Red Wings continuano a farlo crescere in AHL con i Griffins; in questa nuova stagione, disputando 32 partite, Mrázek continua a dimostrare il suo livello classificandosi al 2° posto tra i portieri del campionato per GAA, con 2.10, e 3° per SV%, con .924. Nella sua seconda stagione con i Griffins, Mrázek totalizza un record di 22–9–1, mentre con i Detroit Red Wings in NHL disputa 9 gare ottenendo un record di 2–4–0, 1.74 di GAA e .927 di SV% (le sue 2 vittorie con i Red Wings sono state entrambe due shutout ottenuti contro gli Edmonton Oilers, il 2 novembre, e i St. Louis Blues, il 13 aprile).
Il 1° luglio 2014 i Red Wings decidono di rinnovare di un anno il loro legame con Mrázek, che disputa una nuova annata, la stagione 2014-15 intervallando presenze in NHL e in AHL con i Griffins. Con i Red Wings disputa 29 gare, con un record di 16–9–2, una GAA di 2.38 e una SV% di .918, con 3 shutout. Il 1° marzo 2015 viene nominato AHL Player of the Week, grazie alle 3 vittorie consecutive dei Griffins con Mrázek tra i pali (0.67 GAA e .976 di SV%). Il 27 e il 28 febbraio riesce addirittura a far mettere a referto ben 2 shutout consecutivi (rispettivamente contro i Milwaukee Admirals e i Chicago Wolves), diventando il 3° portiere nella storia dei Griffins che è riuscito a mantenere la propria porta inviolata in due partite consecutive in trasferta. Nelle ultime 4 partite della stagione con i Griffins Mrázek colleziona ben 3 shutout: in 247:21 minuti, il portiere ceco fa registrare una GAA di 0.49 e una SV% di .983 (117 saves su 119 tiri in porta subiti). Il 9 marzo i Detroit Red Wings non possono fare altro che richiamarlo in NHL dopo che in AHL, dal 17 febbraio, Mrázek ha fatto registrare soltanto una sconfitta all'overtime, con un record di 6–0–1, con 1.13 GAA e .962 SV% e 3 shutout. Nell'arco di tutta la stagione con i Griffin, in 13 partite Mrázek totalizza un record di 9–2–1, con una GAA di 2.06 e una SV% di .927.
Il 16 aprile 2015 arriva il debutto assoluto di Mrázek nei playoff NHL contro i Tampa Bay Lightning: in questa gara, su 46 tiri in porta subiti realizza 44 saves e porta a casa la sua prima W in carriera nei playoff NHL con la vittoria dei Red Wings per 3–2. Il successivo 21 aprile, Mrázek si ripete portando a casa il suo primo shutout nei playoff, con una vittoria netta dei Red Wings per 3–0; quindi, il 25 aprile, ancora una volta riesce a mantenere la porta dei Red Wings inviolata nella loro vittoria per 4–0. Mrázek riesce così a diventare il 14° goalie nella storia dei Detroit Red Wings a far registrare 2 shutout consecutivi in una stessa serie dei playoff, nonché il 3° portiere a farlo da rookie in NHL (dopo Earl Robertson nel 1937 ed Harry Lumley nel 1945). Conclusa la stagione dei Red Wings, Mrázek si piazza al 3° posto nella graduatoria dei portieri al primo anno in NHL (con più di 15 partenze da titolare) per numero di vittorie, 2° per GAA, 1° per SV% e 2° per shutout ottenuti. Mrázek viene quindi nominato come Rookie of the Year dei Red Wings dalla Detroit Sports Broadcasters Association (ora conosciuta con il nome di Detroit Sports Media).

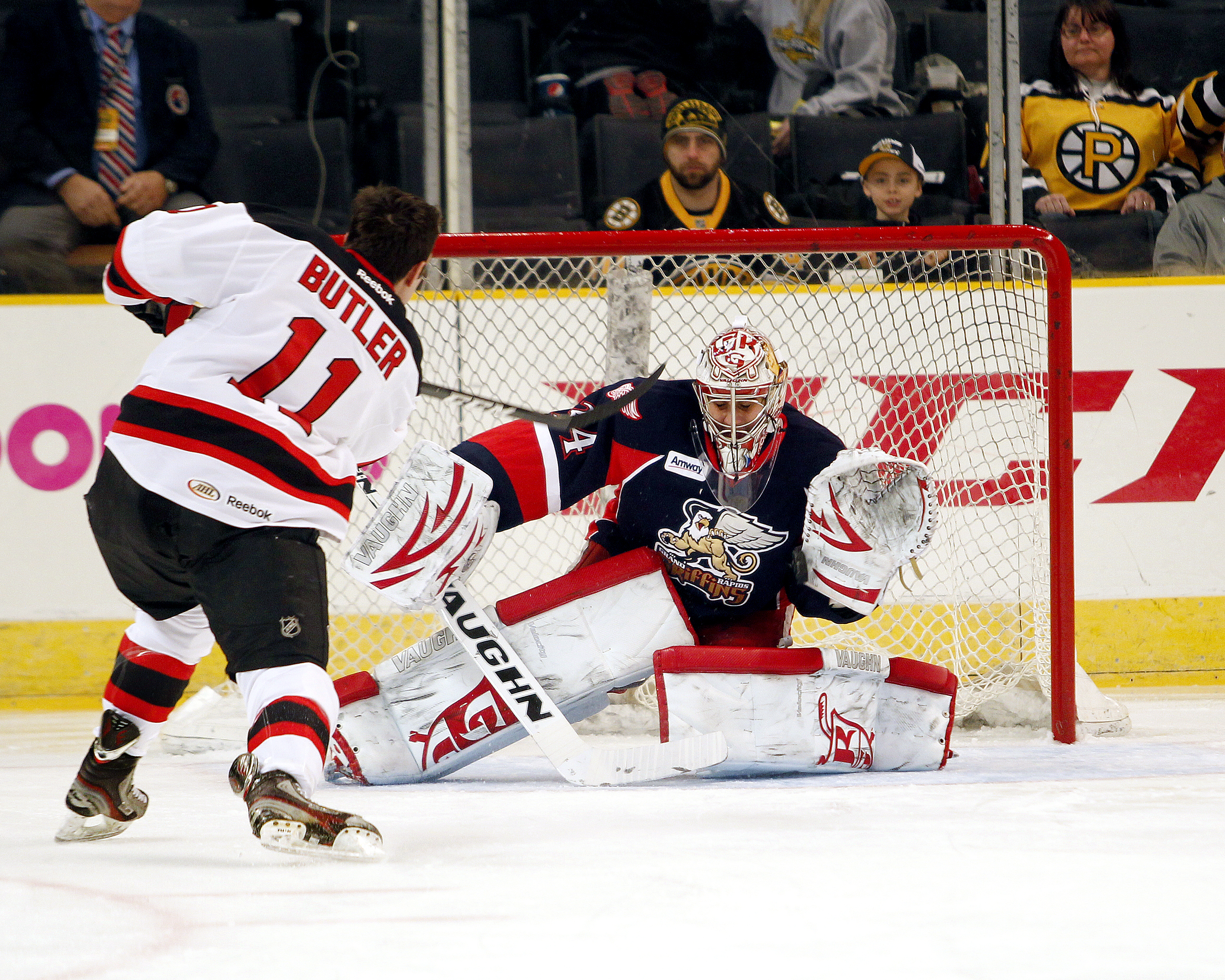
Mrázek fronteggia Bobby Butler durante un evento dellAHL All-Star Game nel gennaio 2013.

L'11 gennaio 2016 Mrázek viene nominato Second Star of the Week della NHL, grazie alle sue 3 W in 3 gare, con 0.67 di GAA e .978 di SV%. Nella stagione 2015-16, con 28 presenze, Mrázek si piazza al 6° posto tra i goalies per GAA (2.16), facendo registrare una SV% di .930; soltanto Braden Holtby dei Washington Capitals (con .932) e Roberto Luongo dei Florida Panthers (con .931) fanno meglio.
Il 27 luglio 2016 i Detroit Red Wings evitano la arbitration con Mrázek e prolungano il contratto di altri due anni.
Durante la stagione 2016-17 le prestazioni di Mrázek peggiorano, totalizzando un record di 18–21–9, con una GAA di 3.04 e una SV% di .901. Per la prima volta dopo 25 anni, i Detroit Red Wings non accedono ai playoff NHL.

### Philadelphia Flyers

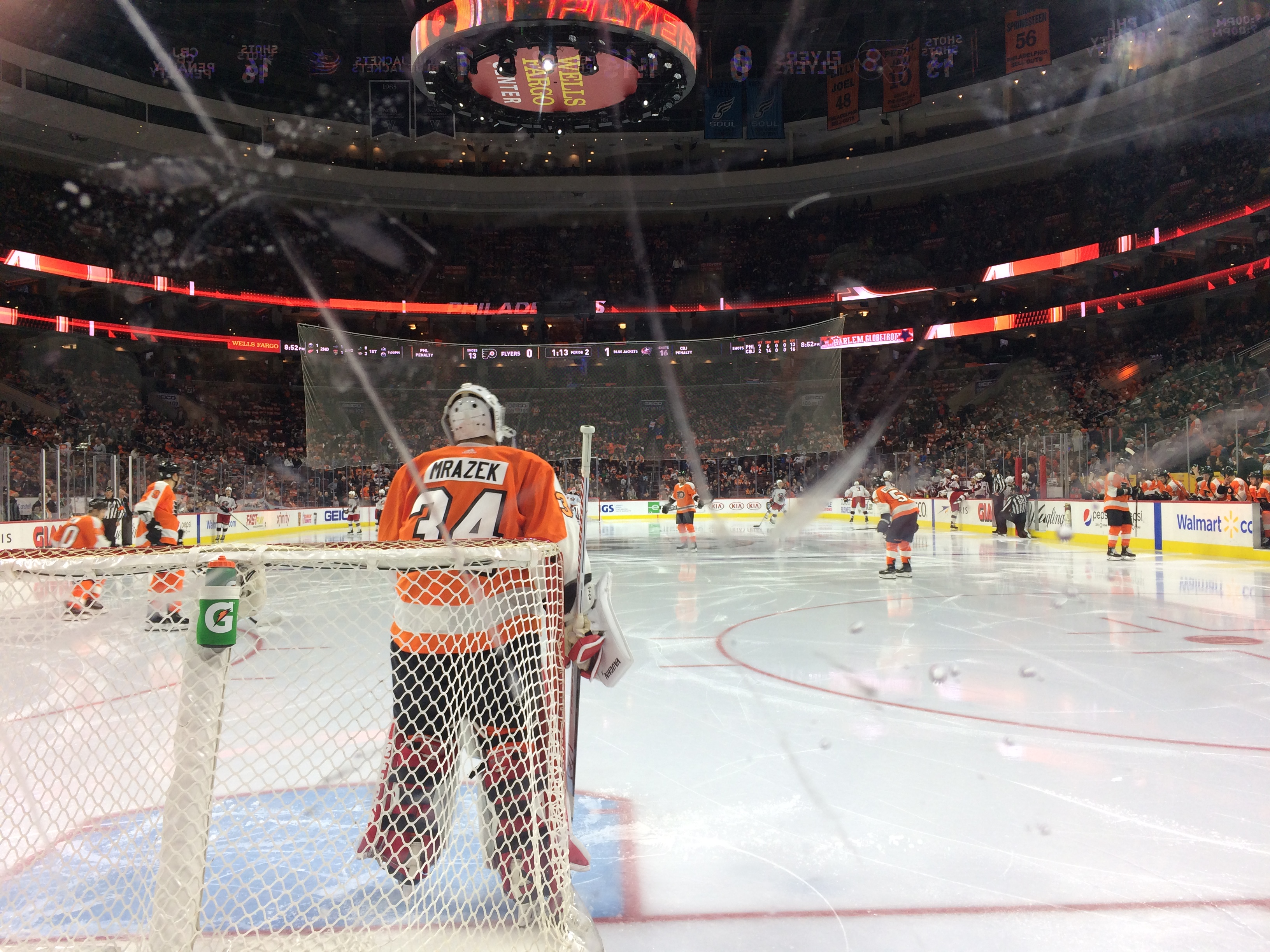
Mrázek al suo debutto in maglia Flyers il 22 febbraio 2018.

Il 19 febbraio 2018 Mrázek viene ceduto ai Philadelphia Flyers, in cambio di una scelta conditional al 4° round del Draft 2018 e di una scelta conditional al 3° round del Draft 2019. Il suo debutto con i Flyers arriva il 22 febbraio, nella vittoria della sua nuova squadra contro i Columbus Blue Jackets (nella quale fa registrare 19 saves).

### Carolina Hurricanes
Alla conclusione della stagione 2017-18, diventando restricted free agent, Mrázek non riceve una qualifying offer dai Flyers, che decidono di non confermarlo. Il 1° luglio 2018, quindi Mrázek firma un accordo annuale con i Carolina Hurricanes per 1.5 milioni $.
Per la stagione 2018-19, tra i pali degli Hurricanes Mrázek si alterna con Curtis McElhinney. Il 4 aprile 2019 Mrázek ottiene la sua 23ª vittoria stagionale, consentendo agli Hurricanes la matematica qualificazione ai successivi playoff per la prima volta dopo 10 anni. In totale, nella regular season, Mrázek totalizza 23 W ed una GAA di 2.39 (la sua media goal migliore dalla stagione 2015-16 con i Detroit Red Wings).
Con gli Hurricanes, Mrázek e compagni sorprendono tutti battendo a sorpresa i detentori del titolo, i Washington Capitals, in 7 gare, riuscendo ad arrivare (per la prima volta in 10 anni, anche in questo caso) alle Eastern Conference Finals. Tuttavia, durante la serie del Second Round contro i New York Islanders, Mrázek subisce un infortunio venendo sostituito da McElhinney per diverse gare.
Dati gli ottimi risultati, il 1° luglio 2019 gli Hurricanes decidono di rinnovare Mrázek con un contratto biennale da 6.25 milioni $. Nella successiva stagione 2019-20, interrotta dalla pandemia di COVID-19, Mrázek totalizza un record di 22–16–2.
Nella stagione 2020-21, accorciata per fronteggiare la pandemia, Mrázek è il goalie titolare degli Hurricanes, ma alla sua 4ª partita è costretto a lasciare il rink dopo appena 2:47 minuti di gioco, a causa di un durissimo colpo subito inavvertitamente al torace dal suo compagno di squadra Max McCormick. Mrázek ne esce fuori con un pollice fratturato per cui è necessario un intervento chirurgico. Mrázek ritorna sul ghiaccio il 4 aprile 2021 mettendo subito a segno uno shutout contro i Dallas Stars.

### Toronto Maple Leafs

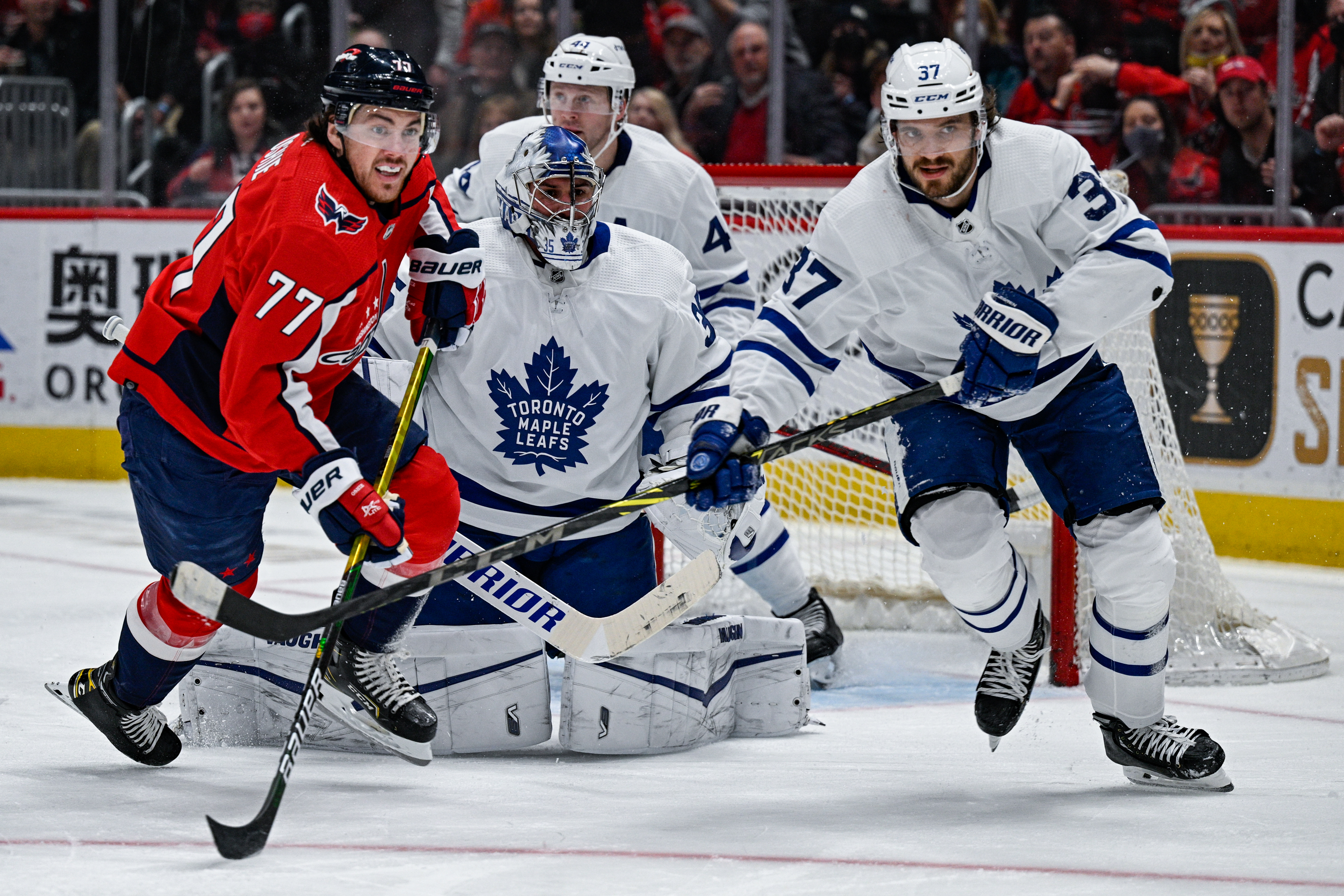
Mrázek a difesa della porta dei Maple Leafs contro i Washington Capitals il 28 febbraio 2022.

Il 28 luglio 2021, diventato free agent, Mrázek firma un triennale con i Toronto Maple Leafs, chiudendo un accordo per 11.4 milioni; l'idea del general manager dei Maple Leafs, Kyle Dubas, è quella di alternarlo tra i pali con Jack Campbell. Tuttavia i piani della squadra canadese vanno all'aria a causa delle prestazioni non convincenti di Mrázek, che in nessun mese della stagione riesce a far registrare una SV% superiore a .900. Arrivati a metà stagione, l'idea del tandem tra i pali Mrázek-Campbell viene messa in seria discussione. E il 26 febbraio 2021, in una partita contro i Detroit Red Wings, Mrázek entra sul rink al posto di Campbell, dopo che quest'ultimo ha subito ben 4 goal in appena 6 minuti nel 3° periodo; Mrázek, però, incassa subito un'altra rete. Tuttavia, a causa delle altrettanto pessime prestazioni dei portieri dei Red Wings, la partita finisce con una vittoria dei Maple Leafs per 10–7, con un punteggio tra i più alti mai registrati in NHL. Il 20 marzo 2021 arriva la decisione dei Maple Leafs di inserirlo nei waivers, venendo quindi trasferito ai Toronto Marlies (con cui disputa 1 gara) per poi essere richiamato in NHL. Dopo un infortunio di Campbell, Mrázek diventa nuovamente per un breve periodo il portiere titolare dei Maple Leafs, ma un infortunio all'inguine lo costringe a rimanere fuori dal ghiaccio e la squadra decide di promuovere in NHL il giovane goalie Erik Kallgren. È l'infortunio che segna la fine della stagione per Mrázek, che in 20 presenze è riuscito a totalizzare una SV% di .888, anche se riesce a portare a casa un record stagionale di 12–6–0 grazie al reparto d'attacco della sua squadra. Tuttavia, è ormai chiara l'intenzione della squadra di Toronto di cederlo finita la stagione.

### Chicago Blackhawks
Il 7 luglio 2022, in cambio di una scelta al 2° round del Draft 2022, Mrázek viene ceduto ai Chicago Blackhawks insieme ad una scelta al 1° round del Draft 2022.
Nella stagione 2024-2025, Mrázek totalizza 33 presenze tra i pali dei Blackhawks, registrando un record di 10–19–2, una GAA di 3.46 ed una SV% di .890.

### Il ritorno ai Red Wings
Il 7 marzo 2025, Mrázek ritorna a Detroit dopo la sua cessione ai Red Wings insieme a Craig Smith, che cedono in cambio Joe Veleno.

### Anaheim Ducks
Il 28 giugno 2025, durante il Draft 2025, Mrázek viene ceduto agli Anaheim Ducks insieme a due scelte, in cambio del portiere John Gibson.

## Nazionale
Nel 2012 Mrázek ha fatto parte della rappresentativa ceca ai World Junior Championship, difendendo da titolare la porta della sua nazionale fino ai quarti di finale, dove la Repubblica Ceca è stata battuta dalla Russia solo all'overtime. Mrázek è stato poi nominato miglior portiere della manifestazione, con un record di 3–3 ed 1 shutout in 6 gare, con 2.49 di GAA ed una SV% di .928 (contro gli Stati Uniti Mrázek fa registrare addirittura 52 saves). Mrázek è stato quindi premiato con l'IIHF Directorate Top Goaltender Award e nominato tra i 3 migliori giocatori della Repubblica Ceca.
In quello stesso 2012 Mrázek viene anche convocato con la nazionale maggiore, partecipando come terzo portiere ai Mondiali e vincendo la medaglia di bronzo. Viene poi nuovamente convocato per la World Cup of Hockey 2016 (1–0–1, 2.98 GAA, .925 SV%) e per i Mondiali 2017 (1–2, 2.47 GAA, .881 SV%), per poi vincere l'oro ai Mondiali 2024.

## Palmarès

### Mondiali
- 1 medaglia:
  - 1 oro (Repubblica Ceca 2024)
  - 1 bronzo (Finlandia 2012)